# デガナウィダ
デガナウィダ（Deganawida、またはDekanawida、1550年頃-1600年）はインディアンの酋長（調停者）。指導者、首長ではない。

## デガナウィダの伝説
「デガナウィダ」は、「流れる二つの川」という意味。1550年ごろ、現在のカナダ･オンタリオのキングストンでワイアンドット族（ヒューロン族）の両親の元、7人兄弟のうちの一人として生まれた。当時、五大湖の南側では、カユーガ族、モホーク族、オナイダ族、オノンダーガ族、セネカ族の5つの部族が激しく争い合い、多くの血が流されていた。
伝説によれば、母親はデガナウィダが生まれる前に「生まれたばかりの息子が部族を崩壊させる」というビジョン（啓示）を受けたため、祖母と二人で生まれてきたこの赤ん坊を毎朝、川で溺死させようとした。三日に渡るこの試みでもデガナウィダは死ななかったため、母親は彼を育てることにした。
またある伝説では、「偉大な空の精霊の酋長が、平和と力のメッセージを五大湖南側の5つの部族にもたらすデガナウィダという息子を地上に送ってくれる」という夢を見た母親が、彼を生んだ後デガナウィダと名付けたという。
成長したデガナウィダは、インディアン部族間の和平調停の望みを母と祖母に語り、その賛同を得て白い石舟に乗って湖にこぎ出したと言われ、石の舟に乗る彼を見て人々は驚き、その和平の力を確信したという。
デガナウィダは和平のために湖の南へと旅をした。彼はあちこちで和平の呼びかけを行い、湖の東にあるモホーク族の村でハイアワサと出会った。ハイアワサは村でも強力な戦士であり、人食いでもあったが、戦いに虚しさを感じ、眠れない夜を過ごしていた。ハイアワサは家族を集め、デガナウィダの話を聞くことにした。デガナウィダはこう話し始めた。「私は、天空の大精霊の酋長の良き知らせとともに来ました。国同士の戦いは終わらなければなりません。良き精霊は、人間たちが血を流し合うことを決して望んでいません。」
ひとりの男が、「しかし我々が戦わなければ近隣の部族に殺される。」と返すと、デガナウィダは「近隣の部族は、私の和平の呼びかけをすでに受け入れています」と答えた。こうしてハイアワサの部族は彼の呼びかけを受け入れた。デガナウィダは去りがけに、ハイアワサにオノンダーガ族の強力な戦士であるタドダホが強く和平に反対していることを伝え、オノンダーガの村のある東へ向かった。そのあと、不思議なことにひと月の間にハイアワサの三人の娘が立て続けに死んでしまった。悲しみにくれたハイアワサはひとりデガナウィダの後を追い、長い苦難の旅ののちに彼に会い、その悲しみを癒してもらううちに、和平の呼びかけに力を貸すと誓った。
伝説では、ハイアワサがオノンダーガ族の戦士タドダホの住む山の洞穴へ行くと、タドダホは恐ろしい顔と髪にヘビを絡ませた怪物のような男で、ハイアワサを驚かせた。ハイアワサはタドダホの髪からヘビを櫛で梳きとってやり、部族を和平会議に参加させたという。

## イロコイ連邦の創設
デガナウィダとハイアワサは、二人でカユーガ族、モホーク族、オナイダ族、オノンダーガ族、セネカ族の5つの部族に和平の呼びかけを行った。デガナウィダはこの和平調停で構想役を務めたが、彼は言語障害があったため、ハイアワサが代理演説を行った。
インディアンのチーフ（酋長）とは調停者のことであり、「ピースメーカー」と呼ばれることもある。アメリカ北東部のインディアン国家は「ロングハウス」という議会場で「会議の火」を囲んで酋長たちが合議を行い、すべての物事を決定する完全民主主義社会であり、現在も議会制で運営されている。
デガナウィダやハイアワサは五つの部族をこの「会議の火」の周りに集結させ、歴史的な和平調停を行った。デガナウィダは彼らは「全て兄弟である」とし、殺し合いや頭皮の剥ぎ合い、人肉食の儀式を止めて和解し、平和のための同盟を結ぶよう呼び掛けたのである。
デガナウィダはエリー族、ニュートラル族にも和解を呼びかけたが、不首尾に終わった。エリー、ニュートラル両部族は1650年代にイロコイ族によって壊滅させられ、デガナウィダのワイアンドット族も、彼の死後にイロコイ族によって領土を追われ、結局彼の母親の啓示が的中することとなっている。
しかし、デガナウィダの尽力によって、ついにカユーガ族、モホーク族、オナイダ族、オノンダーガ族、セネカ族の5つの部族が同盟し、「フーデノサウニー（イロコイ連邦）」が成立した。デガナウィダによって設計されたこの部族連合は、18世紀前半にタスカローラ族が加わって6部族連合となったのち、現在まで強固な結束を保っている。

五部族の連帯を示すイロコイ連邦の連邦旗。中心にあるのが「平和の木」。

結成の日付は詳しく伝わっていないが、デガナウィダは五部族を一つの国とすることを説き、「平和をもたらすこと」、「強さを築くこと」、外部からの敵襲に対して対抗するために「五つの国の間で親善をつくること」の三つの目標を掲げた。会議が終わると、彼らはすべての武器を土に埋め、デガナウィダは松の木を植えた。この木は「平和の木」として知られるようになり、この一大和平を築くための酋長は「松の木の酋長たち」と名付けられ、デガナウィダはその一人となった。この際取り決められた部族間の調停「イロコイ憲章」は、貝殻玉ビーズの帯を象形模様とする「ワムパム・ベルト」として記録され、現在もイロコイ連邦で大切に保管されている。
1677年までに、イロコイ連合はおよそ16,000人から構成される一大国家となり、北アメリカのインディアン連合のなかで最大最強に発展した。デガナウィダの調停による和平は19世紀に全盛を迎えた。その後、アメリカ合衆国による領土の奪い合いが起こり、ジョージ・ワシントンをはじめとする白人入植者による虐殺を受け、徐々に数を減らすこととなった。
5部族のすべての酋長の最高会議（grand council）はオノンダーガで行われ、オノンダーガは5部族会議の中央に位置することになった。それぞれの部族は対等の発言権を持ち、戦争と平和を含む外交問題、他部族との付き合いや白人入植者との条約交渉で生かされている。デガナウィダはこうしたインディアンの平等な文化をより洗練させ、女性に参政権を与えた。イロコイ連邦の原則的な規則の多くは、デガナウィダの構想に立脚していて、その功績から彼は「グレート・ピースメーカー」とも呼ばれている。彼らの憲法と民主主義制度は入植白人たちの称賛を受け、彼らの下でこれを学んだベンジャミン・フランクリンらは、やがてイロコイ憲法を基にアメリカ合衆国憲法を創案したとされる。